# Šurianky
Šurianky – wieś i gmina (obec) w powiecie Nitra, w kraju nitrzańskim na Słowacji. Znajduje się na Nizinie Naddunajskiej w kierunku na północ od miasta Nitra. Przez miejscowość przepływa Perkovský potok.